# Cypripedium franchetii
Cypripedium franchetii é uma espécie de orquídea terrestre, família Orchidaceae, que habita o centro e centro-sul da China.